# Morze księżycowe
Morze księżycowe – duża, ciemna, pokryta zastygłym bazaltem równina na Księżycu, powstała na skutek rozległych wylewów lawy, których większość nastąpiła pomiędzy 3,8 a 3,1 mld lat temu. Obszary takie zostały nazwane maria, łac. morza, przez wczesnych astronomów, którzy porównali je do mórz ziemskich. Odbijają mniej światła niż obszary górskie lub góry, które są starsze i pokryte regolitem. Morza pokrywają 16% powierzchni Księżyca, najwięcej ich znajduje się po jego widocznej stronie. Kilka mórz znajduje się na niewidocznej stronie – są one znacznie mniejsze, przeważnie są to bardzo duże kratery, gdzie następowały lokalne wylania lawy.
Duża część mórz księżycowych wypełnia wnętrza basenów uderzeniowych; przykładowo Mare Imbrium jest drugim co do wielkości basenem uderzeniowym na Księżycu (po basenie Biegun Południowy – Aitken, niewypełnionym lawą bazaltową) i jednym z największych w Układzie Słonecznym.
Nazwy mórz księżycowych wprowadził włoski astronom Giovanni Battista Riccoli.

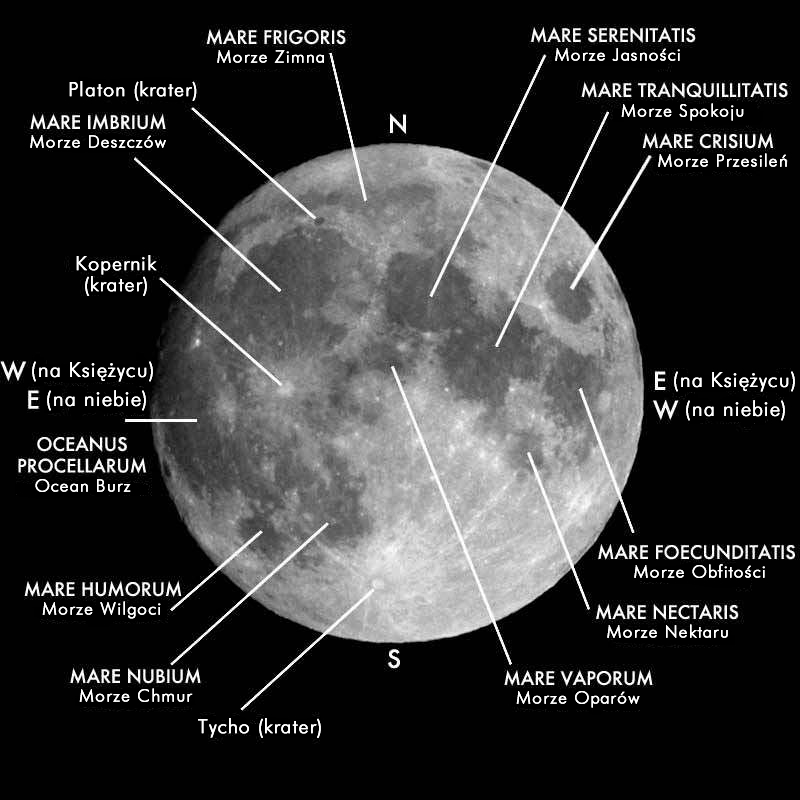
Widoczna strona Księżyca z morzami i kraterami

## Morza księżycowe
| - Mare Anguis - Mare Australe - Mare Cognitum - Mare Crisium - Mare Fecunditatis - Mare Frigoris | - Mare Humboldtianum - Mare Humorum - Mare Imbrium - Mare Ingenii - Mare Insularum - Mare Marginis | - Mare Moscoviense - Mare Nectaris - Mare Nubium - Mare Orientale - Mare Serenitatis - Mare Smythii | - Mare Spumans - Mare Tranquillitatis - Mare Undarum - Mare Vaporum - Oceanus Procellarum |

## Jeziora
| - Lacus Aestatis - Lacus Autumni - Lacus Bonitatis - Lacus Doloris - Lacus Excellentiae | - Lacus Felicitatis - Lacus Gaudii - Lacus Hiemalis - Lacus Lenitatis - Lacus Luxuriae | - Lacus Mortis - Lacus Oblivionis - Lacus Odii - Lacus Perseverantiae - Lacus Solitudinis | - Lacus Somniorum - Lacus Spei - Lacus Temporis - Lacus Timoris - Lacus Veris |

## Zatoki
| - Palus Epidemiarum - Palus Putredinis - Palus Somni - Sinus Aestuum | - Sinus Amoris - Sinus Asperitatis - Sinus Concordiae - Sinus Fidei | - Sinus Honoris - Sinus Iridum - Sinus Lunicus | - Sinus Medii - Sinus Roris - Sinus Successus |